# Міна Аганагіч
Міна Аганагіч (босн. Mina Aganagic, мак. Мина Аганагиќ; нар. у Боснії) — американська науковиця, физикиня, фахівчиня в галузі теорії струн. Докторка філософії (1999), професорка математики і фізики Каліфорнійського університету в Берклі, де викладає з 2004 року, дійсний член Американського фізичного товариства(2016).

## Біографія
Закінчила з відзнакою Каліфорнійський технологічний інститут (бакалавр фізики, 1995) і там само 1999 року отримала ступінь докторки філософії з теоретичної фізики, захистивши дисертацію під керівництвом Дж. Г. Шварца. Протягом 1999—2003 років була постдоком на кафедрі фізики Гарвардського університету. Протягом 2003—2004 років асистент- і ад'юнкт-професорка Вашингтонського університету. Від 2004 року в Каліфорнійському університеті в Берклі, асистент-професорка, від 2008 року — асоційована професорка, від 2012 року професорка. Серед її співавторів Е. В. Френкель, А. Ю. Окуньков, К. Вафа.
Нагороди та відзнаки
- Outstanding Junior Investigator, Міністерство енергетики (2003)
- Стипендія Слоуна (2004)
- Miller Research Professor[en] (2016-17)
- Simons Investigator, Simons Foundation[en] (2016-20)
- UNC Alfred T. Brauer Lecture (2018)[3]